# منطقه حفاظت‌شده تتروبی
منطقه حفاظت‌شده تتروبی (به لاتین: Tetrobi Managed Reserve) یک منطقه حفاظت‌شده در گرجستان است.